# مزرعه قندی
مزرعه قندی یک منطقهٔ مسکونی در ایران است که در دهستان تودشک واقع شده‌است.